# Mortal Kombat: Annihilation
Mortal Kombat: Annihilation là một bộ phim võ thuật giả tưởng Mỹ năm 1997 của đạo diễn John R. Leonetti. Phần tiếp theo của bộ phim Mortal Kombat năm 1995, dựa trên loạt trò chơi điện tử Mortal Kombat của Midway Games, có sự tham gia của Robin Shou, Talisa Soto, Brian Thompson, Sandra Hess, Lynn "Red" Williams, Irina Pantaeva, Marjean Holden, Musetta Vander, và James Remar. Mặc dù câu chuyện bắt đầu ngay lập tức khi bộ phim cuối cùng kết thúc, tất cả các vai diễn cũ đều được gọi đóng tiếp, ngoại trừ Shou và Soto.
Cốt truyện của bộ phim phần lớn được chuyển thể từ trò chơi điện tử Mortal Kombat 3. Cốt truyện theo suốt một liên minh của những người Kombatant anh hùng do Raiden lãnh đạo. Họ làm mọi việc để cứu Earthrealm bằng cách tham gia vào một loạt các trận chiến với những Kombatants phản diện của Outworld. Họ tạo thành một liên minh của riêng để chống lại bạo chúa độc ác Shao Kahn.
Annihilation gần như bị cả người hâm mộ và giới phê bình chỉ trích, dẫn đến phần phim thứ ba bị hủy bỏ. Phần phim Mortal Kombat thứ ba đã nằm trong địa ngục phát triển trong gần hai thập kỷ cho đến khi loạt phim được phát hành lại với phần năm 2021.

## Diễn viên
- Robin Shou - Liu Kang
- Talisa Soto - Princess Kitana
- James Remar - Raiden
- Sandra Hess - Sonya Blade
- Lynn "Red" Williams - Jax
- Brian Thompson - Shao Kahn
- Irina Pantaeva - Jade
- Reiner Schöne - Shinnok
- Musetta Vander - Sindel]
- Marjean Holden - Sheeva
- Litefoot - Nightwolf
- Deron McBee - Motaro

## Phần tiếp theo
Sau sự thất bại vế mọi phương diện của phim Mortal Kombat: Annihilation trong năm 1997 và dự án phim Mortal Kombat: Conquest không thành công trên truyền hình vào năm 1999. New Line Cinema nhanh chóng rút lui và chối bỏ hợp tác với Threshold Entertainment về việc khởi động bộ phim kế tiếp mang tên Mortal Kombat: Devastation từ năm 2000.
Trong tháng 5 năm 2005, đoàn làm phim Mortal Kombat: Devastation bấm máy quay tại Louisiana với hy vọng sẽ được phát hành vào năm 2006. Tuy nhiên vận may về việc làm bộ phim phần ba này không mỉm cười với đoàn làm phim Threshold Entertainment khi cơn bão Katrina tràn qua. Toàn bộ phân cảnh đóng phim Mortal Kombat: Devastation bị hủy bỏ theo lời của "bát đẳng huyền đai" karate Chris Casamassa, và New Orleans là nơi bấm máy của bọn họ bị san phẳng nên toàn bộ hậu trường phim lúc đó coi như tiêu. Suốt từ sau vụ thiệt hại, hãng làm phim Threshold Entertainment không hề tiết lộ bất cứ thông tin nào cho đến khi có báo cáo được nộp lên từ năm 2008 khi bộ phim được khởi động lại.
Đạo diễn Christopher Morrison (được biết đến mật danh là Mink trong bộ phim mà ông đã làm là "Into the Sun" trong năm 2005 do nam diễn viên tài tử siêu sao Steven Seagal thủ vai chính) được chọn vào vị trí làm phim Mortal Kombat: Devastation sau một cuộc phỏng vấn trên đài truyền hình ngày 2/9/2008. Hiện tại song song với việc bấm máy, vị đạo diễn này còn kiêm luôn vai trò phát triển bộ phim với ngân sách làm là 50 đến 60 triệu USD.
Vào năm 2009, đùng một cái hãng phim 20th Century Fox nhảy vào khi thấy được lợi nhuận khổng lồ từ bộ phim Mortal Kombat: Devastation nên đã làm sức ép với Threshold Entertainment nhằm nhượng lại thương hiệu. Cho đến ngày 30/6/2009 tiền thân thương hiệu Mortal Kombat (chính gốc) là công ty Midway do nợ nần chồng chất nên đã phá sản và phải bán lại thương hiệu này cho hãng Warner Bros. Interactive Entertainment. Hãng phim Threshold Entertainment lúc này đứng trước nguy cơ mất khống nhiều nội dung giải trí khai thác từ series Mortal Kombat (trên phương diện giải trí và điện ảnh thứ bảy). Cho nên đã đệ đơn đòi quyền thương mại hợp pháp đã ký với Midway từ trước năm 1995 từ ấn phẩm phim đầu tiên hiện vẫn còn hiệu lực về bản quyền lên Tòa án kinh tế tối cao. Kết quả thì không rõ ra sao nhưng Threshold Entertainment hiện nay vẫn có trong tay bản quyền hợp pháp thương hiệu và đối thủ Warner Bros. Interactive Entertainment cũng có trong tay bản quyền hợp pháp thương hiệu như vậy.
Vào tháng 10/2010, bộ phim ngắn dài 7 phút tên Mortal Kombat Rebirth xuất hiện trên YouTube do Warner Bros. Interactive Entertainment khởi động chỉ định với đạo diễn nổi tiếng tên Kevin Tancharoen chỉ đạo làm phim. Đến tháng 12/4/2011 đạo diễn Kevin Tancharoen chính thức công bố tập đầu tiên của Mortal Kombat Legacy (đổi tên lại từ Mortal Kombat Rebirth) qua tuyên bố sẽ làm 10 tập phim truyền hình ngắn qua sự phân phối của kênh Machinima theo thỏa thuận nhượng quyền của Warner Premiere. Không những thế họ còn lên tiếng sẽ cho khởi động việc làm lại bộ phim Mortal Kombat đầu tiên năm 1995 khi cố gắng thương thảo với vị đạo diễn Paul W.S. Anderson về việc nhượng lại bản quyền thương mại. Tuy nhiên, vị đạo diễn này đã lập tức lên tiếng là ông cần thời gian để xem xét trước khi có quyết định chính thức.
Threshold Entertainment lúc này đang cảm thấy khó xử với việc Warner Bros. Interactive Entertainment đang cố gắng qua mặt sau vụ việc bọn họ đã có trong tay việc phát hành lại bản quyền hai bộ phim Mortal Kombat: The Movie và Mortal Kombat: Annihilation từ tay New Line Cinema lên định dạng đĩa Blue-Ray từ ngày 19/4/2011. Sau sự kiện trên, số phận của Mortal Kombat: Devastation bị lui đến tận năm 2013 qua việc Threshold Entertainment đang cố gắng ngăn cản Warner Bros. Interactive Entertainment đang có ý định làm lại phim Mortal Kombat: The Movie cũng vào năm đó.